# جو یی جین
جو یی جین (انگلیسی: Jo Yi-jin؛ زادهٔ ۲۶ دسامبر ۱۹۸۲) هنرپیشه اهل کره جنوبی است.